# World Rugby U-20 Trophy 2020
World Rugby U-20 Trophy 2020 – turniej z cyklu World Rugby U-20 Trophy, który został zaplanowany do rozegrania w Hiszpanii pomiędzy 14 a 27 września 2020 roku, międzynarodowe zawody narodowych drużyn rugby union organizowane pod auspicjami World Rugby dla zawodników do 20 roku życia niższe rangą od rozgrywanych w tym samym roku World Rugby U-20 Championship. Zostały odwołane w związku z pandemią COVID-19.
Federación Española de Rugby otrzymała prawa do organizacji turnieju w listopadzie 2019 roku, jednocześnie ogłoszono, iż turniej odbędzie się na Campo de El Pantano w Villajoyosa.
W rozgrywkach bierze udział osiem reprezentacji, podzielonych na dwie grupy po cztery drużyny. Start w zawodach zapewniony mieli gospodarze oraz spadkowicze z Mistrzostw Świata 2019 – Szkoci. O pozostałe sześć miejsc zaplanowano regionalne turnieje, a awans do marca 2020 roku uzyskały Urugwaj (Sudamérica Rugby), Hongkong (Asia Rugby) i Samoa (Oceania Rugby). Zawody w pozostałych trzech regionach – Rugby Africa, Rugby Americas North i Rugby Europe – zostały kolejno odwoływane, zaś sam turniej finałowy został odwołany przez World Rugby w związku z pandemią COVID-19 w połowie czerwca 2020 roku.